# Репище (Червенский район)
Репище (бел. Рэпiщча) — деревня в Червенском районе Минской области. Входит в состав Колодежского сельсовета.

## Географическое положение
Находится примерно в 18 км к северо-востоку от райцентра, в 80 км от Минска.

## История
На 1885 год под этим названием упоминаются два фольварка в составе Игуменского уезда Минской губернии, принадлежавшие помещикам Ждановичам. По данным Переписи населения Российской империи 1897 года околица, также упоминаемая под названием Володута, где было 3 двора, проживали 17 человек. На 1908 год урочище, где насчитывалось 3 двора и 26 жителей. На 1917 год там было 5 дворов, жили 42 человека. 20 августа 1924 года деревня вошла в состав вновь образованного Домовицкого сельсовета Червенского района Минского округа (с 20 февраля 1938 — Минской области). Согласно переписи населения СССР 1926 года в деревне насчитывалось 7 дворов, проживали 46 человек. Во время Великой Отечественной войны деревня была оккупирована немецко-фашистскими захватчиками в начале июля 1941 года, 5 её жителей не вернулись с фронта. Освобождена в начале июля 1944 года. 25 июля 1959 года в связи с упразднением Домовицкого сельсовета вошла в состав Рованичского сельсовета. На 1960 год здесь насчитывалось 111 жителей. 27 ноября 1919 года передана в Колодежский сельсовет. На 1997 год в деревне было 10 домов, проживали 17 человек. На 2013 год 5 круглогодично жилых домов, 8 постоянных жителей.

## Население
- 1897 — 3 двора, 17 жителей
- 1908 — 3 двора, 26 жителей
- 1917 — 5 дворов, 42 жителя
- 1926 — 7 дворов, 46 жителей
- 1960 — 111 жителей
- 1997 — 10 дворов, 17 жителей
- 2013 — 5 дворов, 8 жителей